# Get Well Soon (chanson)
 (mai 2023).
La mise en forme du texte ne suit pas les recommandations de Wikipédia : il faut le « wikifier ».
Les points d'amélioration suivants sont les cas les plus fréquents. Le détail des points à revoir est peut-être précisé sur la page de discussion.
- Les titres sont pré-formatés par le logiciel. Ils ne sont ni en capitales, ni en gras.
- Le texte ne doit pas être écrit en capitales (les noms de famille non plus), ni en gras, ni en italique, ni en « petit »…
- Le gras n'est utilisé que pour surligner le titre de l'article dans l'introduction, une seule fois.
- L'italique est rarement utilisé : mots en langue étrangère, titres d'œuvres, noms de bateaux, etc.
- Les citations ne sont pas en italique mais en corps de texte normal. Elles sont entourées par des guillemets français : « et ».
- Les listes à puces sont à éviter, des paragraphes rédigés étant largement préférés. Les tableaux sont à réserver à la présentation de données structurées (résultats, etc.).
- Les appels de note de bas de page (petits chiffres en exposant, introduits par l'outil «  Source ») sont à placer entre la fin de phrase et le point final[comme ça].
- Les liens internes (vers d'autres articles de Wikipédia) sont à choisir avec parcimonie. Créez des liens vers des articles approfondissant le sujet. Les termes génériques sans rapport avec le sujet sont à éviter, ainsi que les répétitions de liens vers un même terme.
- Les liens externes sont à placer uniquement dans une section « Liens externes », à la fin de l'article. Ces liens sont à choisir avec parcimonie suivant les règles définies. Si un lien sert de source à l'article, son insertion dans le texte est à faire par les notes de bas de page.
- La présentation des références doit suivre les conventions bibliographiques. Il est recommandé d'utiliser les modèles {{Ouvrage}}, {{Chapitre}}, {{Article}}, {{Lien web}} et/ou {{Bibliographie}}. Le mode d'édition visuel peut mettre en forme automatiquement les références.
- Insérer une infobox (cadre d'informations à droite) n'est pas obligatoire pour parachever la mise en page.

Pour une aide détaillée, merci de consulter Aide:Wikification.
Si vous pensez que ces points ont été résolus, vous pouvez retirer ce bandeau et améliorer la mise en forme d'un autre article.
Pistes de Sweetener
pete davidson
Get Well Soon (stylisé en minuscules ) est une chanson de la chanteuse américaine Ariana Grande. Cette chanson est co-écrit avec le producteur Pharrell Williams. C'est le dernier morceau du quatrième album studio de la chanteuse, Sweetener (2018). Il s'inspire de l'anxiété et du traumatisme personnels d'Ariana Grande, à la suite de l'attaque terroriste de mai 2017, après son concert à Manchester, au Royaume-Uni.

## Contexte
Ariana Grande a d'abord "teasé" la chanson dans un post Instagram le 31 décembre 2017. À la suite de l'étape européenne de Dangerous Woman Tour et de l'attaque terroriste au spectacle de Manchester, elle a révélé qu'elle avait "de lourds vertiges, cette sensation de ne pas pouvoir respirer", et qu'elle "se sentait tellement à l'envers" et son anxiété est devenue physique. Ariana Grande a partagé son expérience avec Pharrell Williams, avec qui elle a créé la chanson. Dans une interview ultérieure pour Paper, la chanteuse a déclaré: "[Pharrell] m'a en quelque sorte forcé à sortir cela de moi, parce que j'étais dans un très mauvais état mental… [Pharrell] disait : Tu dois écrire à ce sujet. Tu dois en faire de la musique et sortir cette merde, et je te promets que cela te guériras. Et ça a vraiment aidé". Elle a également dit que la chanson était "probablement l'une des chansons les plus importantes [qu'elle aurait] jamais écrite". Grande a révélé dans une interview sur Beats 1 Radio que l'intention de la chanson avait pour but d'offrir une forme de "câlin musical". Elle a en outre expliqué que Get Well Soon consiste à « être là les uns pour les autres et à s'entraider à travers des moments effrayants et anxieux » et à « des démons personnels et de l'anxiété et des tragédies plus intimes également », soulignant que la santé mentale est très importante.

## Enregistrement et composition
Grande a enregistré Get Well Soon aux studios d'enregistrement Chalice à Hollywood, en Californie. Pharrell Williams et Ariana Grande ont co-écrit la chanson et ce dernier l'a produite. C'est une ballade soul et gospel qui dure cinq minutes et vingt-deux secondes,. Les voix de la chanteuse sont empilées (superposées). Ariana Grande voulait qu'elles représentent « toutes les voix dans [sa] tête qui se parlent ». Dans l'interview «Next Generation Leaders» du Time de la chanteuse, sa voix est décrite comme «entrelacée dans des couches sonores denses, créant un effet d'un autre monde».
À la fin du morceau, 40 secondes de silence sont jouées, ce qui fait que la chanson dure cinq minutes et vingt-deux secondes. Certains auditeurs spéculent que la chanson, et sa durée, représentent la date de l'attentat à la Manchester Arena, qui a eu lieu le 22 mai 2017 (22/05),.

## Réception critique
Jillian Mapes, rédacteur en chef de Pitchfork, a qualifié Get Well Soon de "moment décisif pour la carrière" et l'a loué comme "le genre de ballade soul de forme libre et d'entraide à laquelle vous vous attendriez peut-être pour compléter un opus de Beyoncé " et a écrit : "Quiconque sait à quel point Grande a géré avec grâce les événements horribles de son émission à Manchester l'année dernière, reconnaîtra une réponse tout aussi gracieuse à ses propres séquelles émotionnelles dans cette chanson" . The Independent de Kate Salomon décrit la chanson comme étant ambitieuse, et dit : "En tant qu'interprétation musicale de cinq minutes des attaques de panique post-traumatique dont Ariana Grande a souffert, Get Well Soon est pas tout à fait agréable à écouter, mais admirable dans son honnêteté". Le «Top 100 Songs of 2018» de PAPER a classé la chanson à la 15e place, félicitant Ariana Grande pour «[faire] quelque chose qu'elle n'avait pas à faire» en «[transformant] sa douleur en quelque chose d'assimilable, comme des molécules d'édulcorant s'installant dans une tasse de café amère" .

## Performances en direct
Ariana Grande a interprété la chanson pour la première fois lors de sa tournée promotionnelle The Sweetener Sessions . Elle l'a également interprété dans le spécial Ariana Grande à la BBC. Lors de la tournée Sweetener World Tour, elle l'a initialement omis de la setlist car, selon elle, la chanson n'était pas conçue pour être interprétée dans un grand concert, mais uniquement pour de petites salles. Cependant, à partir du show à Phoenix le 14 mai 2019, Goodnight and Go a été remplacé par une version abrégée de Get Well Soon.

## Attributions
Crédits et personnel adaptés des notes de doublure de Sweetener .
Enregistrement et gestion
- Enregistré aux studios d'enregistrement Chalice (Hollywood, Californie) pour I Am Other Entertainment
- Mixé au Callanwolde Fine Arts Center (Atlanta, Géorgie)
- Masterisé à Sterling Sound (New York)
- Édité par EMI Pop Music Publishing / More Water from Nazareth (GMR), Universal Music Group Corp. (ASCAP) / GrandAriMusic (ASCAP)

Personnel
- Ariana Grande - composition, chant, production vocale
- Pharrell Williams - composition, producteur de disques
- Phil Tan - mélange
- Bill Zimmermann - ingénierie de mélange supplémentaire
- Randy Merrill - maîtrise
- Mike Larson - enregistrement, montage numérique et arrangement pour I Am Other Entertainment
- Thomas Cullison - assistance d'enregistrement

## Classements
| Classements (2018)     | Meilleure position |
| ---------------------- | ------------------ |
| Australie (ARIA)       | 79                 |
| Royaume-Uni (OCC)      | 81                 |
| États-Unis (Billboard) | 16                 |